# Storfors AIK
Storfors AIK, bildad 1931, är en idrottsklubb i Piteå i Norrbottens län. Föreningen har fotboll och ishockey på programmet, man har som högst nått tredjedivisionerna på herrsidan (bägge idrotterna) och högsta serien i fotboll för damer (innan allsvenskan blev till). Per 2022 har föreningen tre sektioner för fotboll (dam, herr och ungdom) samt en sektion för ishockey.

## Fotboll
Klubben har spelat fotboll sedan starten, som högst har man spelat i division I på damsidan och gamla division III på herrsidan. Verksamheten är idag uppdelad på en dam-, en herr- och en ungdomssektion. Herrlaget var sammanslaget med lokalrivalen Piteå IF 1980-1983 under beteckningen Storfors AIK/Piteå IF.

### Herrar
I fotboll kvalspelade man 1966 mot Skellefteå AIK om en plats i division II, Sveriges dåvarande andra division, 1967 men åkte på stryk. Totalt spelade laget elva säsonger i tredje högsta divisionen, gamla division III, säsongerna 1961-1971. Sedan säsongen 2021 spelar laget i division II, den fjärde högsta serienivån.

### Damer
Damlaget har deltagit i seriespel sedan 1975, och har spelat i det som då var landets högsta serie vid två tillfällen: 1981 i Division I Norra Norrland och 1987 i Division I Norra. Laget lyckades dock inte att kvalificera sig till den första Damallsvenskan. Till säsongen 1988 slogs damlaget ihop med Piteå IF, som övertog platsen i Division I Norra 1988. Ett nytt damlag började om i Division IV Norrbotten Södra.

## Ishockey
Ishockeylaget spelade säsongen 2005/2006 Division 1 för första gången. Per 2022 bedriver inte sektionen seniorverksamhet men väl ishockey för flickor och pojkar upp till tolv års ålder.

### Fotnoter
1. ↑  https://www.svenskafotbollsklubbar.se/showclub.php?clubid=2959
2. 1 2  https://sites.google.com/view/clasglenningfootball/hem/sweden-historical-tables/
3. ↑  https://www.svenskafotbollsklubbar.se/showclub.php?clubid=2958
4. 1 2  Kenneth Norell & Niclas Hjulström. ”Storfors AIK – Damer Resultat”. Svenska Fotbollsklubbar. Kenneth Norell & Niclas Hjulström. http://www.svenskafotbollsklubbar.se/showclub.php?clubid=2958. Läst 12 juni 2022.
5. ↑   Horisont 1987. Bertmarks
6. ↑  ”Storfors AIK”. Elite Prospects. https://www.eliteprospects.com/team/1164/storfors-aik. Läst 7 juli 2020.
7. ↑  https://www.svenskalag.se/saik-hockey